# Las Tunas Grandes
Las Tunas Grandes es un lago de agua salada ubicado en el partido de Trenque Lauquen, Provincia de Buenos Aires, Argentina. Cuenta con una superficie de 25.000 ha. Se encuentra en medio del sistema lacustre Las Tunas, conformado por la Laguna Hinojo Chico, Laguna Hinojo Grande, Laguna Las Tunas del Medio, Laguna Las Tunas Chicas y Laguna Las Gaviotas.
Se caracteriza por ser la única laguna del sistema donde está permitida la pesca comercial, actividad que es regulada por el Ministerio de Agricultura, Ganadería y Pesca de la Provincia de Buenos Aires en conjunto con la Municipalidad de Trenque Lauquen. Si bien es lindera con la Laguna Hinojo Grande, en Las Tunas también se realiza esta actividad. 
Dista cinco kilómetros de la Ruta Nacional 5, a 25 km de la ciudad de Trenque Lauquen y a 420 kilómetros de la ciudad de Buenos Aires. Su altitud media es de 86 msnm y cuenta con una profundidad media de 4 metros. No cuenta con caudal constante de ingreso de agua (solo cuando el río Quinto abastece lo suficiente a la Laguna Hinojo Grande comienza a ingresar agua a Las Tunas), pero aun así se mantiene perfectamente debido a las lluvias y al agua que ingresa por sus más de 50 kilómetros de costa.